# 80丁目駅 (INDフルトン・ストリート線)
80丁目駅（80丁目-ハドソン・ストリート駅とも）は、ニューヨーク市地下鉄INDフルトン・ストリート線のクイーンズ区内最西端の駅で、クイーンズ区オゾン・パークの80丁目とリバティ・アベニュー交差点に位置している。A系統が終日停車する。

## 歴史
駅はBMTフルトン・ストリート線がクイーンズ区へ延伸した1915年9月25日に開業した。列車はブルックリン区からオゾン・パーク-レファーツ・ブールバード駅まで走った。
1956年4月26日にBMTの当駅以西の区間が廃止された。その3日後にINDとの接続線が開業、INDの列車が停車する駅となった。

## 駅構造
| P ホーム階 | 相対式ホーム、右側ドアが開く | 相対式ホーム、右側ドアが開く |
| P ホーム階 | 北行線                       | ← インウッド-207丁目駅行き (グラント・アベニュー駅) ← 深夜帯シャトル列車：ユークリッド・アベニュー駅行き (グラント・アベニュー駅)                     |
| P ホーム階 | 車庫線                       | → 定期運行なし |
| P ホーム階 | 南行線                       | → ファー・ロッカウェイ-モット・アベニュー駅行き、オゾン・パーク-レファーツ・ブールバード駅行き、ロッカウェイ・パーク-ビーチ116丁目駅行き (88丁目駅) → |
| P ホーム階 | 相対式ホーム、右側ドアが開く | |
| M          | 改札階                       | 改札口、駅員詰所、メトロカード券売機 |
| G          | 地上階                       | 出入口 |

駅は相対式ホーム2面3線の駅である。中央線は車庫線となっており、駅の南で南北本線との両渡り線があり、その地点からロッカウェイ・ブールバード駅まで急行線となる。壁の駅名標は開業当時の駅名となっている。

### 出入口
改札は2か所、地上への階段は4つある。東側の改札からは80丁目とリバティ・アベニュー交差点北西・南西に、西側の改札からは77丁目とリバティ・アベニュー交差点北東・南東に出ることができる。